# Juan José Bernabé
Juan José Bernabé Pascual (Alicante, 28 dicembre 1975) è un ex cestista spagnolo.

## Palmarès
- Copa Príncipe de Asturias: 2

Ourense: 2000
León: 2007